# Стоволд, Нил
Нил Эндрю Стоволд (англ. Neil Stovold) — английский игрок в крикет.
Стоволд представлял совет по крикету Глостершира в 3 матчах списка А. В них набрал 111 пробегов при среднем уровне 37.00.

## Семья
Родился 24 февраля 1983 года в Бристоле. Его отец, Энди, играл в первоклассный крикет за Глостершир и крикетный клуб Мэрилебона. Его дядя Мартин играл в первоклассный крикет за Глостершир. Брат, Николас, также играл в крикет для Совета по крикету Глостершира.